# Королівський будинок на Шахені
Королівський будинок на Шахені (нім. Königshaus am Schachen) — невеликий гірський замок. Найменш відомий серед замків короля Людвіга II Баварського. Розташований на горі Шахен (Альпи) на висоті 1866 м, приблизно за 10 км на південь від Гарміш-Партенкірхен, Баварія, Німеччина. До нього можна дістатися за 4 години пішки від замку Ельмау або з Гарміш-Партенкірхен.

## Історичний огляд
Замок був побудований у 1869–1872 роках Людвіґом II за проектом Георга Дольманна у стилі швейцарського сільського будиночка шале. Іноді його називають мисливським замком, хоча Людвіґ ніколи його не використовував для цієї мети. Натомість приїздив сюди на день народження і з нагоди ювілейних дат.

## Королівський замок

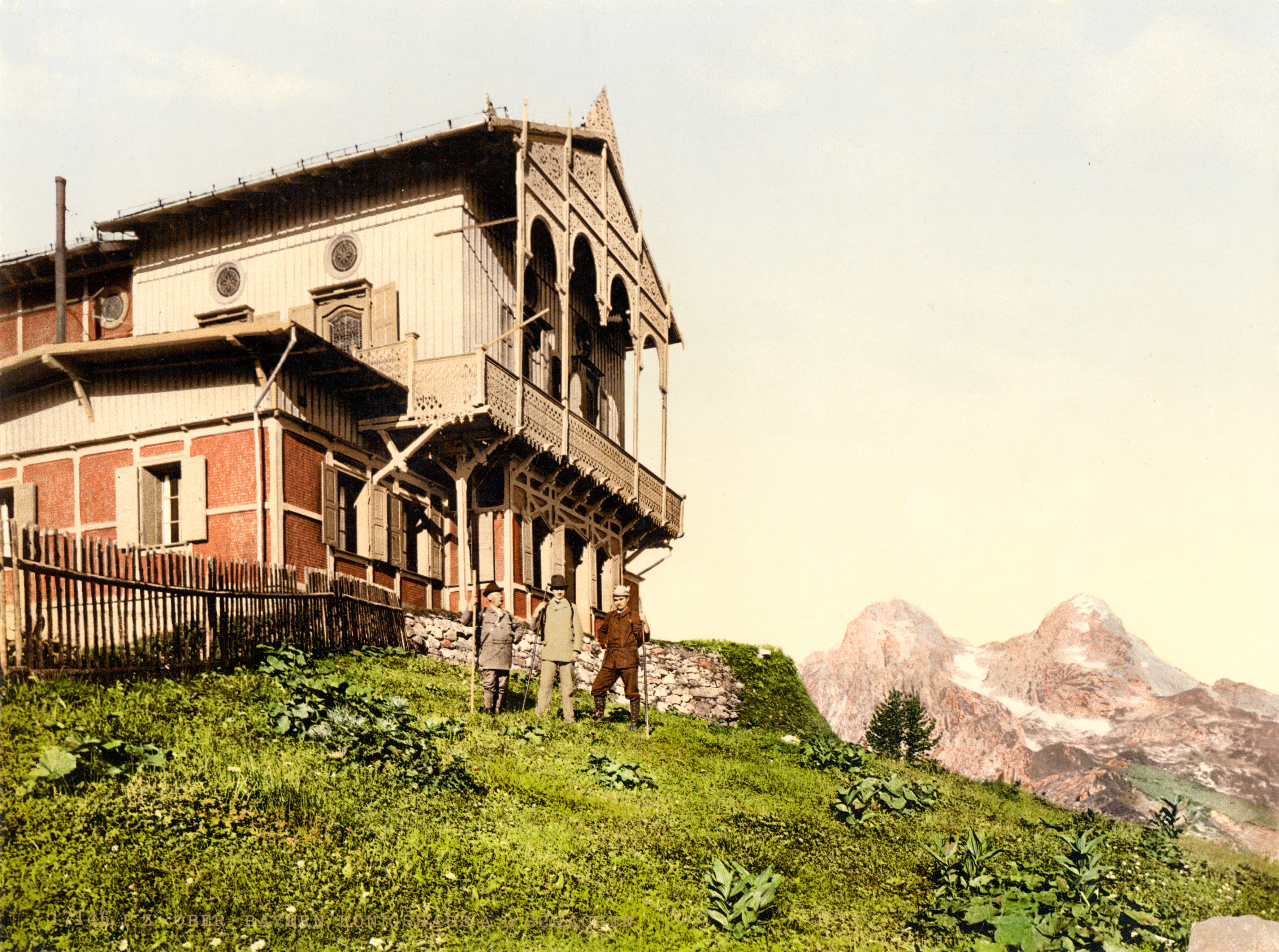
Королівський будинок. Бл. 1900 рік

У дерев'яному будиночку знаходяться вітальня, кабінет, спальня, ванна кімната, турецька лазня. Урочиста зала, «Турецький кабінет», що займає весь верхній поверх, оформлена у мавританському стилі за зразком турецьких палаців. Будинок, умебльований розкішними диванами, прикрашений емальованими вазами з павичевим пір'ям, декорованими люстрами, тонкими килимами, мав створити атмосферу Тисячі й однієї ночі, у якій король відчував би себе халіфом і східним правителем. Однак у порівнянні з іншими замками і палацами Людвіґа ІІ будиночок виглядає доволі скромно.
У 1900 році нижче замка розпланували сад (1 га), тепер філія Мюнхенського ботанічного саду, в якому вирощують понад тисячу альпійських рослин, зібраних з усього світу від Альп до Гімалаїв.